# Eulophia mumbwaensis
Eulophia mumbwaensis är en orkidéart som beskrevs av Victor Samuel Summerhayes. Eulophia mumbwaensis ingår i släktet Eulophia och familjen orkidéer. Inga underarter finns listade i Catalogue of Life.